# Guido Verbeck

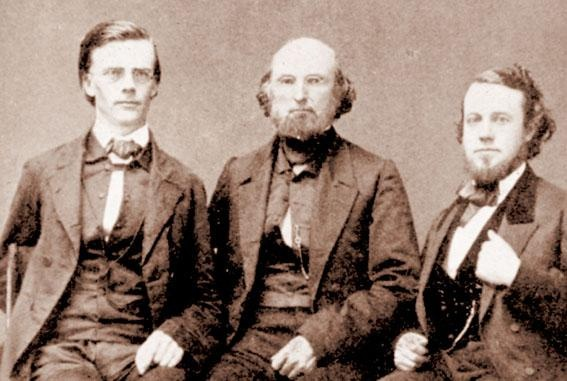
Guido Verbeck, Samuel Robbins Brown, Danne B.Simmons.

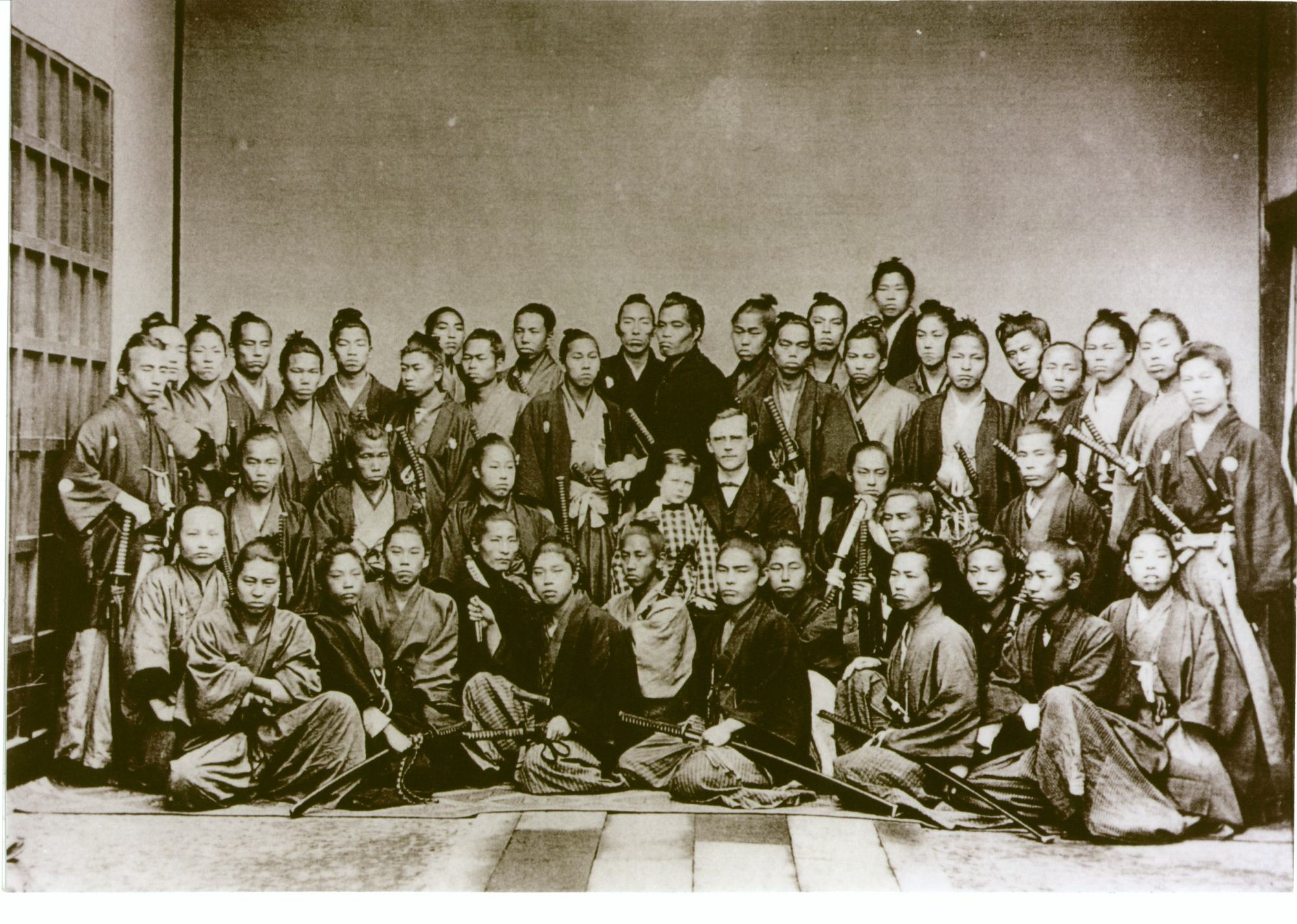
1868.

Guido Herman Fridolin Verbeck (o Verbeek) (28 de gener de 1830 - 10 de maig de 1898) va ser un assessor polític, educador i missioner neerlandès molt actiu durant el shogunat Tokugawa i el període Meiji al Japó. Va ser un dels o-yatoi gaikokujin (assessors estrangers) més importants amb què va comptar el govern Meiji i va contribuir a moltes importants decisions de govern durant els primers anys del regnat de l'Emperador Meiji.

## Primers anys
Verbeck va néixer a Zeist, Països Baixos va ser el sisè fill d'una família de religió protestant morava. En la seva joventut va estudiar enginyeria a l'Institut Politècnic d'Utrecht. Durant la seva infància a Zeist va créixer parlant neerlandès, alemany, francès i anglès.

## Període a Amèrica del Nord
Als 22 anys, per una invitació del seu cunyat, Verbeck viatja als Estats Units per treballar en una foneria a Green Bay, Wisconsin, que havia estat establerta per missioners moraus amb la finalitat de construir màquines per a vaixells de vapor. Verbeck va romandre prop d'un any a Wisconsin. Allà va modificar el seu cognom de "Verbeek" a "Verbeck" amb l'esperança que els nord-americans poguessin pronunciar-lo més fàcilment. Com que tenia ànsies de conèixer més d'Amèrica del Nord, primer viatja a Brooklyn, Nova York on havia viscut la seva germana, després decideix treballar com a enginyer civil a Arkansas, i dissenyar ponts, estructures i màquines. No obstant això, a Arkansas se sent molt afectat per les condicions de vida dels esclaus en les plantacions del sud, i els ensenyaments d'HW Beecher, un predicador germà de Harriet Beecher Stowe, autora de La cabana de l'oncle Tom. Després de gairebé morir-se de còlera, promet que esdevindrà missioner si és que aconsegueix sobreviure. En 1855 ingressa en un seminari a Auburn, Nova York, on existia un important assentament d'immigrants neerlandesos.

## Vida al Japó
Verbeck es gradua en 1859, i es muda a Nagasaki, Japó com a missioner de l'Església Reformada Neerlandesa. El seu primer destí va ser un temple a Sofukuji, on Ranald MacDonald havia estat prèviament.
En 1862 Wakasa Murata, retainer de Nabeshima Kanso, dàimio del govern de Saga va enviar tres joves a estudiar el cristianisme amb Verbeck. D'aquesta manera començà una important relació entre Verbeck i el govern Saga.
A partir d'agost de 1853, Verbeck també ensenya idiomes, política, i ciències en la Yougakusho (Escola d'estudis occidentals) a Nagasaki. En 1864, l'escola és reanomenada com a Seibikan i tenia més de cent estudiants. Entre els alumnes de Verbeck hi havia Okuma Shigenobu, Itō Hirobumi, Okubo Toshimichi i Soejima Taneomi. Entre els temes que va ensenyar s'incloïen la Declaració d'Independència dels Estats Units i la Constitució a més d'anglès.
Verbeck va cooperar amb Takahashi Shinkichi en la publicació del Diccionari Satsuma, el primer diccionari Anglès-Japonès imprès al Japó.
En 1869, per recomanació d'Okubo, Verbeck va ser nomenat mestre de l'Escola Kaisei (que després seria la Universitat Imperial de Tòquio). Per un temps, Takahashi Korekiyo futur primer ministre del Japó durant la seva època d'estudiant es va allotjar a la casa de Verbeck.
Verbeck també va ser assessor del govern Meiji durant el govern de Sanjō Sanetomi. Verbeck va recomanar que el govern japonès adoptés l'ús de l'alemany per als estudis de medicina, i era consultat amb freqüència sobre la creació del sistema de prefectures per a administració local. Va tenir influència a fomentar l'enviament de la Missió Iwakura, que seria la primera missió diplomàtica japonesa a Amèrica del Nord i Europa.
En 1871 Verbeck va brindar assistència per dur William Elliot Griffis de la Universitat Rutgers al Japó per ensenyar a l'acadèmia Meishinkan de Fukui per invitació del daimyō Matsudaira Norinaga.
Al setembre 1871 es va establir el Ministeri d'Educació. Verbeck va esdevenir-ne un assessor, i va proporcionar inspiració per a l'Ordre d'Educació de 1872 i l'Ordenança de Conscripció 1873.
Pel que fa a la prohibició del cristianisme al Japó es va eliminar el febrer de 1873, A Verbeck se li va permetre reprendre els seus esforços missioners.
Verbeck va fer un viatge a Europa durant un permís de 6 mesos donat pel govern japonès i va viatjar per reunir-se amb la Missió Iwakura. Al seu retorn al Japó, va renunciar a la universitat, i va passar els següents anys com a traductor de documents legals anglesos al japonès.
En 1877, va ser professor a la Gakushuin, i va ser nomenat el primer mandatari de la Universitat Meiji Gakuin en 1886.
En 1887, Verbeck va traduir l'Antic Testament el Llibre dels Salms i el Llibre d'Isaïes al japonès.
Verbeck va tractar de tornar als Estats Units el 1890 amb la seva filla, però va ser rebutjat pel govern nord-americà, ja que no va poder acreditar la seva nacionalitat neerlandesa i la sol·licitud de nacionalitat nord-americana basada en la seva anterior estada als Estats Units li fou negada. El govern japonès va respondre concedint a Verbeck residència permanent i l'emissió d'un passaport.
Verbeck va morir a Tòquio d'un infart en 1898 i va ser enterrat a la part exterior del Cementiri d'Aoyama al centre de Tòquio.
El seu fill Gustave emigrà als Estats Units i va aconseguir certa fama com a dibuixant en un diari. Un altre fill, William, fou Adjudant General de l'Estat de Nova York, i director de l'Escola Militar Manlio, prop de Syracuse (Nova York). El seu besnet, Guido Verbeck IV, actualment és professor de química a la Universitat del Nord de Texas.

## Honors
- Orde del Sol Naixent.[1]